# Bactrododema tiaratum
Bactrododema tiaratum är en insektsart som beskrevs av Carl Stål 1858. Bactrododema tiaratum ingår i släktet Bactrododema och familjen Diapheromeridae. Inga underarter finns listade.